# Aryna Sabalenka
Aryna Siahejewna Sabalenka (hviderussisk: Арына Сяргееўна Сабаленка, russisk: Арина Сергеевна Соболенко tr. Arina Sergejevna Sobolenko, født 5. maj 1998 i Minsk, Hviderusland) er en professionel kvindelig tennisspiller fra Hviderusland.